# Atormentada
Atormentada é uma telenovela mexicana, produzida pela Televisa e exibida em 1967 pelo Telesistema Mexicano.

## Elenco
- Patricia Morán
- Maruja Grifell
- Enrique Aguilar
- Antonio Medellín